# Sten
Sten là một trong những khẩu súng tiểu liên rất nổi tiếng được dùng bởi quân đội Anh và tất cả lực lượng kháng chiến ở châu Âu trong suốt thế chiến thứ hai. Loại đạn nó sử dụng là đạn 9x19mm. Đây là một trong những khẩu súng tiểu liên nổi danh trong Thế chiến thứ hai, chiến tranh Đông Dương và chiến tranh Việt Nam và những trận chiến trên chiến trường khắp Á Âu Phi.

## Lịch sử chế tạo
Vào năm 1940, khi nước Anh đang tham gia vào trận không chiến quan trọng, đối mặt với quân đội phát xít Đức. Chính phủ Anh lo lắng về việc quân phát xít Đức của Hitler sẽ sớm tổ chức xâm lược nốt nước Anh. Trong khi đó, Quân đội Hoàng gia Anh đang thiếu thốn trầm trọng súng tiểu liên. Những khẩu tiểu liên Lanchester 9mm đã theo những khẩu súng khác của quân đội Anh như Lee-Enfield, Bren, Vickers,...vĩnh viễn nằm lại tại Dunkirk sau cuộc tháo chạy trong hỗn loạn khỏi đất Pháp của quân Anh. Các tướng lĩnh Anh đã yêu cầu chính phủ phải đặt hàng thêm thật nhiều súng Thompson từ Mỹ để quân đội có thêm súng tiểu liên để chiến đấu với quân phát xít Đức. Nhưng súng Thompson là một khẩu súng tiểu liên rất đắt tiền thời bấy giờ (giá của 1 khẩu M1928 Thompson Mỹ bán cho Anh cực kì đắt đỏ, 250 đôla) nên quân đội Anh chỉ trang bị những khẩu Thompson cho lực lượng đặc biệt (lính SAS của quân đội Anh ở Chiến trường Bắc Phi) và lính nhảy dù của quân đội Anh mà thôi. Cuộc chiến đang cận kề đến nơi rồi mà quân đội Anh lại đang khan hiếm súng tiểu liên trầm trọng. Nhận thấy điều này, 2 nhà máy sản xuất vũ khí là Royal Small Arms Factory và Enfield quyết định thiết kế một khẩu tiểu liên mới để đồng hành và dần thay thế cho khẩu Thompson. Họ nghĩ rằng nên thiết kế một khẩu tiểu liên có tạo hình giống khẩu tiểu liên Lanchester 9mm. Khẩu Lanchester 9mm là một mẫu súng tiểu liên được quân đội Anh sao chép trực tiếp từ mẫu tiểu liên MP-28 (Mẫu tiểu liên MP-28 chính là mẫu tiểu liên MP 18 được cải tiến sau thế chiến 1) thu được của quân Đức và khẩu tiểu liên mới phải dễ sản xuất. Và thế là chỉ trong vòng 28 ngày, khẩu Sten đã được thiết kế thành công. Điều này làm cho chính phủ Anh rất hài lòng. Tên của khẩu súng đã được đặt tên theo tên của hai người đã bỏ nhiều thời gian và công sức để chế tạo nó, là ông Reginald V. Shepherd (ông là thiếu tá lực lượng hậu cần của Quân đội Hoàng gia Anh) và ông Harold Turpin (một kĩ sư chuyên về mảng sửa chữa và chế tạo súng tại hãng Enfield), chữ S và chữ T được lấy ra từ tên Shepherd và Turpin, còn vần EN là tên nhà máy Enfield. Tiểu liên Sten sau ngay đó đã được chấp nhận sản xuất đại trà và đưa vào sử dụng trong quân đội Anh từ cuối năm 1940. Nó thật sự đã làm thay đổi bộ mặt quân đội nước Anh. Với công nghệ và nhân lực của nhà máy Enfield thì họ cần 5 tiếng (tại những nhà máy khác như Long Branch của Canada là 6-8 tiếng) để cho ra lò 1 cây Sten thành phẩm với giá 2 bảng Anh (đồng bảng Anh theo thời giá 1942), tức là bằng khoảng 10 đôla Mỹ (đôla Mỹ theo thời giá 1942)

## Trong thế chiến thứ hai

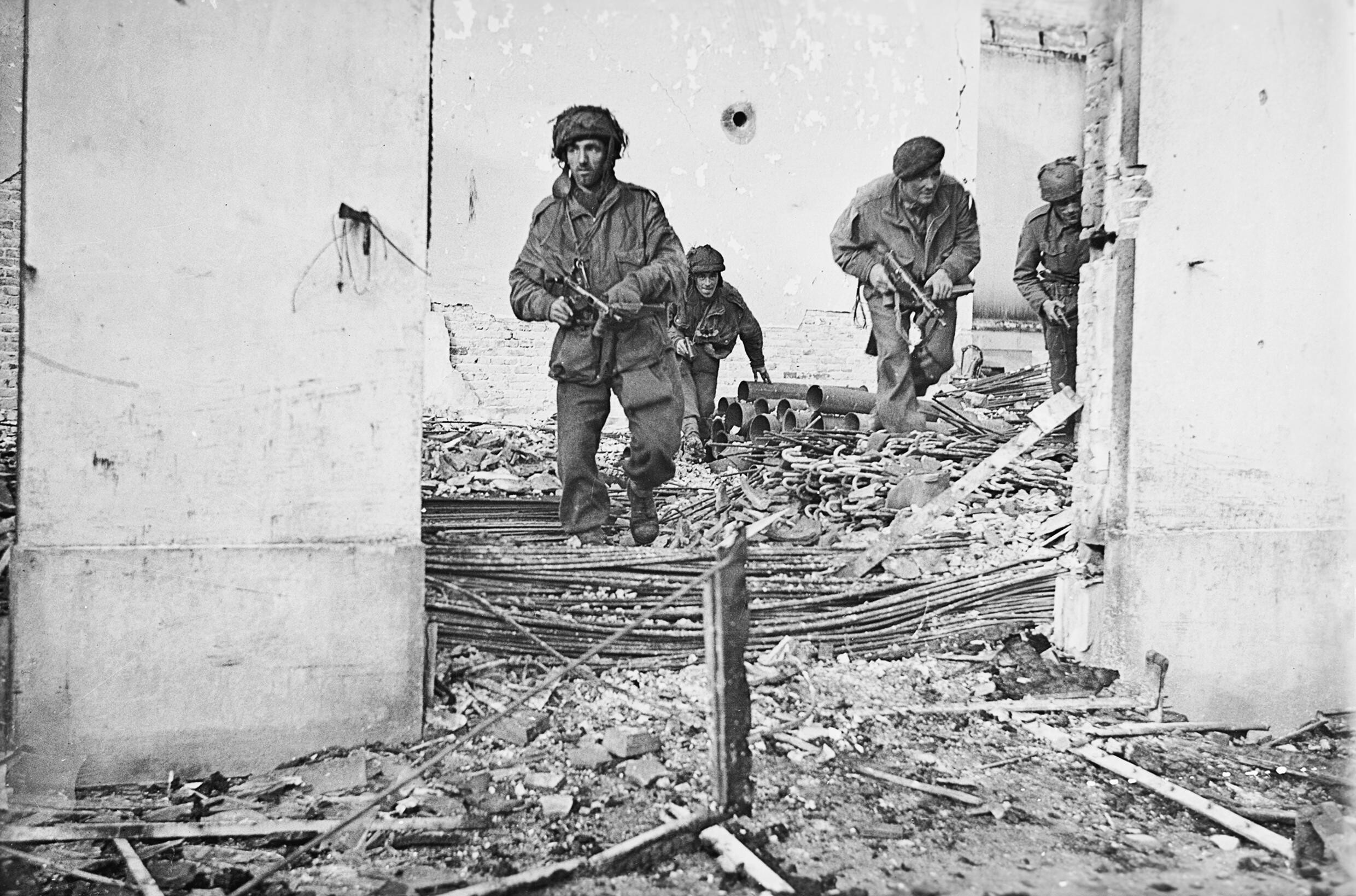
Những người lính dù Anh trang bị Sten Mk V trong Chiến dịch Market Garden.

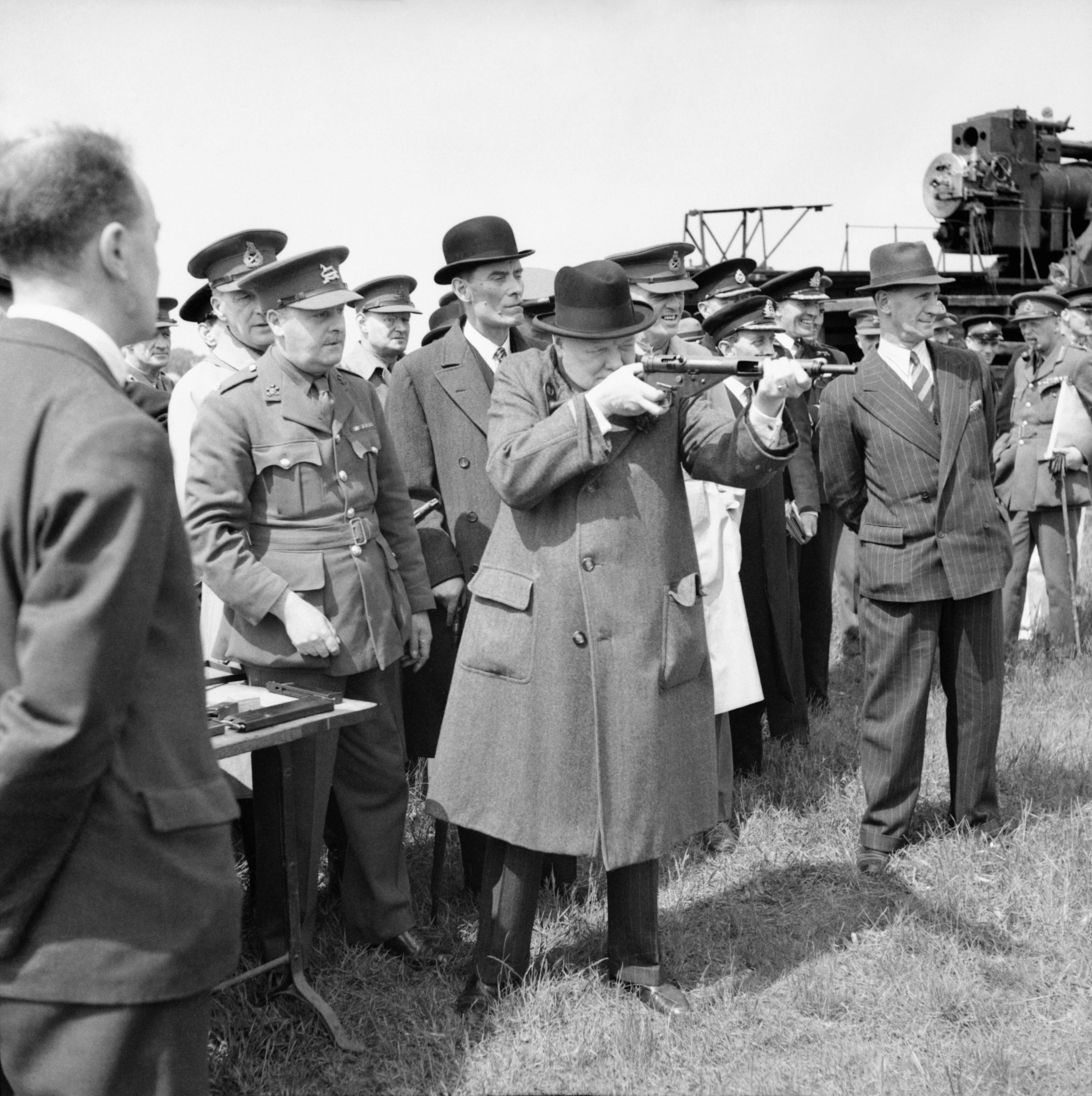
Thủ tướng Winston Churchill đang bắn thử khẩu Sten Mk II vào ngày 13 tháng 6 năm 1941.

Kháng chiến quân ở Paris đang cầm Sten Mk II để chuẩn bị phục kích quân Đức.

Khi thế chiến thứ hai bùng nổ, tất cả súng tiểu liên được gửi đến cho quân đội Anh ở tất cả các mặt trận và cũng được bán cho những lực lượng kháng chiến ở châu Âu. Những người kháng chiến bảo rằng: " Họ thật may mắn khi họ có được khẩu Sten". Trước khi khẩu Sten ra đời thì họ phải dùng Thompson, MP-40 và một vài khẩu súng trường khác (nhiều nhất là Karabiner 98k thu được của lính Đức và Lee-Enfield do quân đội Anh cấp). Hai khẩu đó tạo ra tiếng ồn rất lớn mà không thể gắn được giảm thanh khiến cho những cuộc phục kích và ám sát những sĩ quan cấp cao Đức bị lính Đức phát hiện rất nhanh, kết quả là hơn một nửa số người đã bị bắt vào các trại tập trung hít hơi ngạt hoặc bị bắn chết ngay tại chỗ. Nhờ mẫu Sten Mk II có thể gắn giảm thanh lẫn cả sự chính xác tương đối cao nên việc ám sát của họ đã diễn ra khá thành công và an toàn. Có rất nhiều người đã nhận xét rằng Sten có hình dạng rất lạ. Nó giống một khẩu súng tự chế tại nhà hơn là một mẫu vũ khí được thiết kế trong chiến tranh. Tuy vậy, khẩu Sten cũng bị coi là thiếu tin cậy hơn nhiều so với khẩu Thompson hay MP-40. Nó không thể hoạt động ổn định trong những môi trường khắc nghiệt như trong rừng nhiệt đới, vùng sa mạc ở Bắc Phi hay vùng có lắm tuyết và bùn. Chính vì điều đó đã khiến cho cuộc ám sát một sĩ quan SS, Reinhard Heinrich của hai lính biệt kích người Anh gốc Séc suýt nữa thất bại chỉ vì khẩu Sten của họ bị kẹt đạn vì trời quá ẩm và họ phải sử dụng đến lựu đạn chày. Quả lựu đạn khiến Reinhard bị thương rất nặng và phải nhập viện. Hắn qua đời sau đó vài ngày tại bệnh viện vì bị nhiễm trùng máu. Còn 2 lính biệt kích kia đều bị quân Đức tra tấn đến chết. Sten đã được dùng bởi rất nhiều lực lượng Anh trên tất cả các chiến trường nhưng ở chiến trường Bắc Phi, số lượng lính Anh sử dụng Sten thì lại ít ỏi vô cùng, trong hàng ngàn binh lính Anh chỉ có vài chục người là dùng khẩu Sten. Họ chủ yếu là lính Úc với mẫu Austen (mẫu STEN do Úc sản xuất với sự cho phép của Anh). Họ kể lại rằng khẩu Sten của họ không thể hoạt động được nổi ở vùng khí hậu khô nóng, lắm cát bụi tại sa mạc Sahara trong khi khẩu Thompson (đặt mua của Mỹ) hay MP-40 (tịch thu của Đức) thì vẫn cứ nhả đạn đều đặn mỗi khi bóp cò.

## Chiến tranh Đông Dương và Chiến tranh Việt Nam
Được trang bị chủ yếu cho bộ binh và kỵ binh, nó được nằm trong danh sách những khẩu súng tiểu liên thông dụng nhất của thời chiến tranh Đông Dương và chiến tranh Việt Nam. Đến năm 1955, khi quân đội Hoa Kỳ chiến tranh với Việt Nam để chống chủ nghĩa cộng sản lan rộng, Quân đội nhân dân Việt Nam lẫn cả những người lính Giải phóng đều dùng những khẩu tiểu liên Sten và nhiều tiểu liên chiến lợi phẩm khác, M1A1 Thompson, MAT-49,...để chiến đấu với quân đội Hoa Kỳ.

## Những cuộc chiến khác
Sten đã được bán khắp nơi trên thế giới sau chiến tranh Việt Nam, nó là một khẩu tiểu liên ưa thích của nhiều lực lượng nổi dậy từ nhiều cuộc chiến trên thế giới. Vì sử dụng loại đạn nổi tiếng thế giới, 9x19mm, nên việc tìm và mua đạn cho khẩu Sten không khó cho lắm. Đáng chú ý nhất là quân du kích Mujahideen và Taliban trong chiến tranh Afghanistan cùng với nhiều lực lượng nổi dậy khác ở châu Phi.

## Các quốc gia sử dụng
- Vương quốc Liên hiệp  Anh và Bắc Ireland
- Hoa Kỳ
- Việt Nam Dân chủ Cộng hòa
- Cộng hòa Miền Nam Việt Nam
- Việt Nam
- Ấn Độ
- Afghanistan
- Myanmar
- Lào
- Thái Lan
- Campuchia
- Đài Loan

- Trung Quốc (dùng trong Nội chiến Trung Quốc)
- Hàn Quốc (được dùng trong chiến tranh Triều Tiên với số lượng rất ít)
- Đế quốc Nhật Bản (sử dụng những khẩu chiếm được rất nhiều lô súng)
- Nhật Bản
- Nhật Bản
- Đức Quốc xã (sử dụng những khẩu chiếm được)
- Tây Đức
- Đông Đức
- Tiệp Khắc
- Philippines
- Pháp
- Na Uy
- Đan Mạch
- România
- Ba Lan
- Bỉ
- Hà Lan
- Úc
- Canada
- México
- Vương quốc Ý (tịch thu)
- Ý (dùng bởi quân kháng chiến)
- Nam Phi
- Luxembourg
- Malaysia
- Pakistan
- New Zealand
- Brunei
- Thổ Nhĩ Kỳ